# Excerpta Indonesica
Excerpta Indonesica — журнал аннотаций статей и книг по Индонезии, выходивший в 1970—1999 гг. в Лейдене. Журнал основан Центром документации по Индонезии Королевского института лингвистики и антропологии (KITLV), с 1993 года издавался совместно библиотекой KITLV и Международным институтом азиатских исследований (IIAS). Журнал выходил дважды в год на английском языке.
За период существования вышло 60 номеров журнала, в которых было напечатано 13 654 аннотации, в том числе 8858 журнальных статей, 2097 статей сборников и 2699 книг, опубликованных в пятидесяти странах мира, включая Россию.
Наибольшее число аннотаций посвящено истории (1798), затем следуют аннотации по экономике (1581), антропологии (1179), политике (1110), литературе (990), лингвистике (915), социологии (706), религии (585), искусству (567), сельскому хозяйству (528), демографии (501), библиографии (405), археологии (373); биографий (347), по образованию (347); юриспруденции (272), внешним сношениям (270), медицине (260); экологии (214), гендерным исследованиям (196), географии (160), общим проблемам (116), государственному управлению (106), философии (54), естественным наукам (44), инженерному делу (33).
По странам аннотации статей распределились следующим образом: Индонезия 3974, Нидерланды — 2646, США — 1681, Австралия — 1324, Великобритания — 863, Германия — 647, Франция — 593, Сингапур — 424, Япония — 367, Малайзия — 331, Россия −306, Индия −79, Швейцария — 78, Канада — 58, Филиппины — 50.
Представителями России, которые отслеживали публикации по Индонезии на русском языке и готовили аннотации, в разное время были Б. Б. Парникель, М. Ю. Ульянов, В. А. Погадаев.